# ハガルとイシュマエルを追放するアブラハム (マース)
『ハガルとイシュマエルを追放するアブラハム』（ハガルとイシュマエルをついほうするアブラハム、蘭: De wegzendig van Hagar en Ismael、英: Abraham Dismissing Hagar and Ishmael）は、17世紀オランダ絵画黄金時代の画家ニコラース・マースが1653年に制作した絵画である。画面下部中央に「NMAES. [A?] 1653」という画家の署名と制作年が記されており、制作年が記されたマースの最初の作品となっている。1971年にエドワード・ブレイトン (Edward Brayton) 夫人に寄贈されて以来、ニューヨークのメトロポリタン美術館に所蔵されている。

## 作品

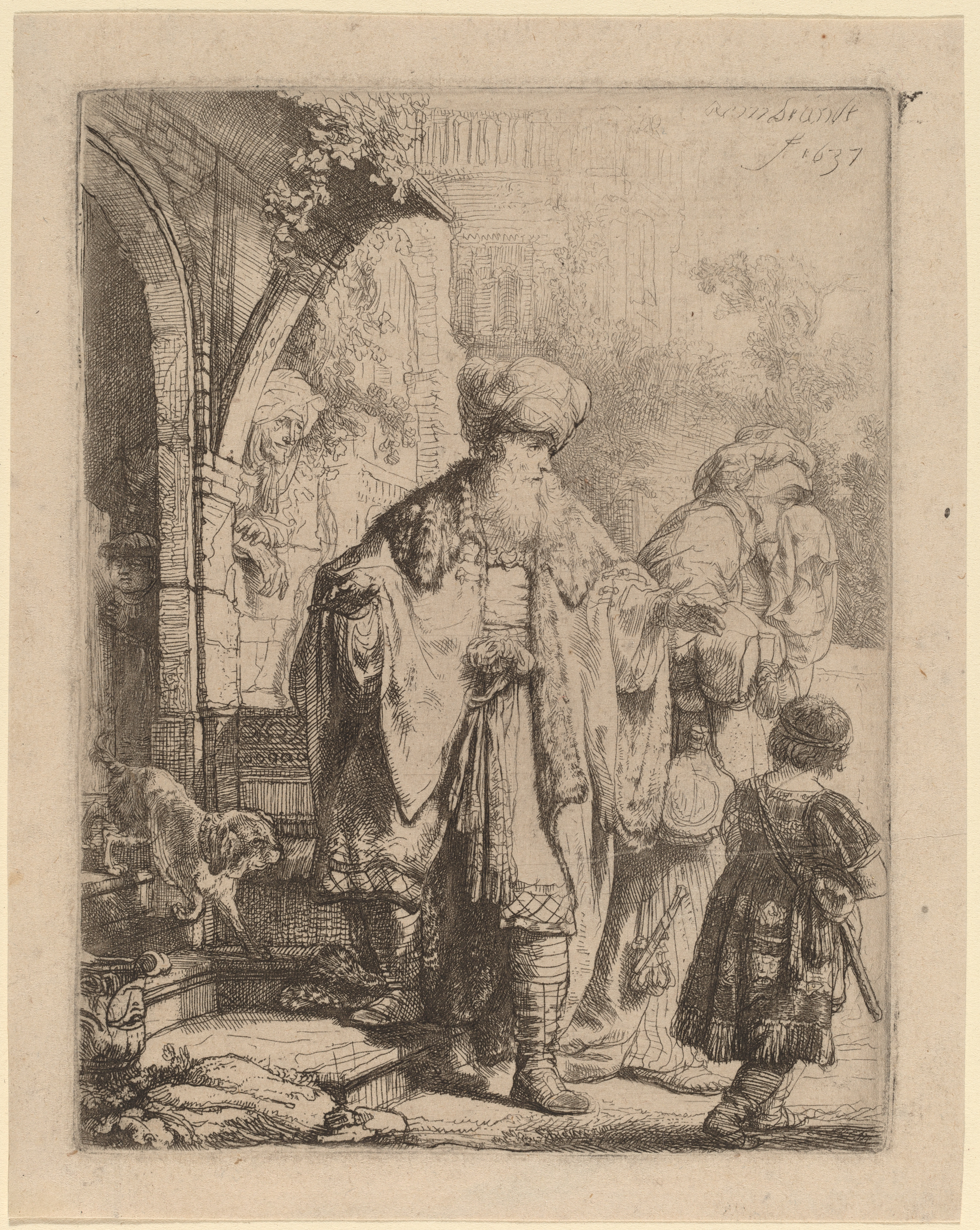
レンブラントのエッチング『ハガルとイシュマエルを追放するアブラハム』 (1637年)、ナショナル・ギャラリー (ワシントン)

この絵画の主題は『旧約聖書』の「創世記」（12-16章、20章）から採られている。「創世記」によれば、ハガルはアブラハムの妻サラの奴隷であった。サラは86歳であった時、ハガルがアブラハムの息子を懐妊できるようにアブラハムにハガルと寝床を共にするように頼む。その結果、イシュマエルが生まれることになる。しかし、後にサラは懐妊してイサクを生んだために、サラとイシュマエルを疎んじるようになり、アブラハムに頼んで、2人を追い出してしまった。
この主題はレンブラントが扱っており、彼の周辺の画家たちとプロテスタントの絵画収集家たちの間で人気があった。レンブラントの最も多才な弟子の1人であったマースは、聖書の物語を力強い家庭的物語にする手法を学び取った。本作は、アブラハムが今まさにハガルをイシュマエルとともに追い出すところを描いている。アブラハムはハガルを安心させようとしているが、彼女のうつむいた視線（左側のイシュマエルにも反復されている）は、見捨てられた孤独を伝えている。